# Луї (телесеріал)
Луї — американський комедійний телесеріал каналу FX. Уперше був показаний в 2010 році. Продюсер, автор і головний герой комік Луї Сі Кей. Луї — комік і розлучений батько двох доньок, який живе в Нью-Йорку. Шоу складається з довгих непов'язаних сюжетних ліній, які обертаються навколо життя Луї. Присутні також його живі виступи в клубі.
Серіал зустрів схвальні відгуки критиків і був включений у різні топ-списки серіалів 2010 року.
Прем'єра четвертого сезону була презентована 5  травня 2014 року. Сезон складає 14 серій.

## Сезони
| Сезон | Сезон | Кіль-ть епізодів | Початок показу | Початок показу  | DVD та Blu-ray Disc реліз | DVD та Blu-ray Disc реліз | DVD та Blu-ray Disc реліз |
| Сезон | Сезон | Кіль-ть епізодів | Початок показу | Кінець показу   | Регіон 1                  | Регіон 2                  | Регіон 4                  |
| ----- | ----- | ---------------- | -------------- | --------------- | ------------------------- | ------------------------- | ------------------------- |
|       | 1     | 13               | 29 червня 2010 | 7 вересня 2010  | 21 червня 2011            | 22 квітня 2013            | 13 липня 2011             |
|       | 2     | 13               | 23 червня 2011 | 8 вересня 2011  | 19 червня 2012            | Н/Д                       | Н/Д                       |
|       | 3     | 13               | 28 червня 2012 | 27 вересня 2012 | 13 травня 2014            | Н/Д                       | Н/Д                       |
|       | 4     | 14               | 5 травня 2014  | 16 червня 2014  | Н/Д                       | Н/Д                       | Н/Д                       |